# St.-Stephanus-Kirche (Schortens)

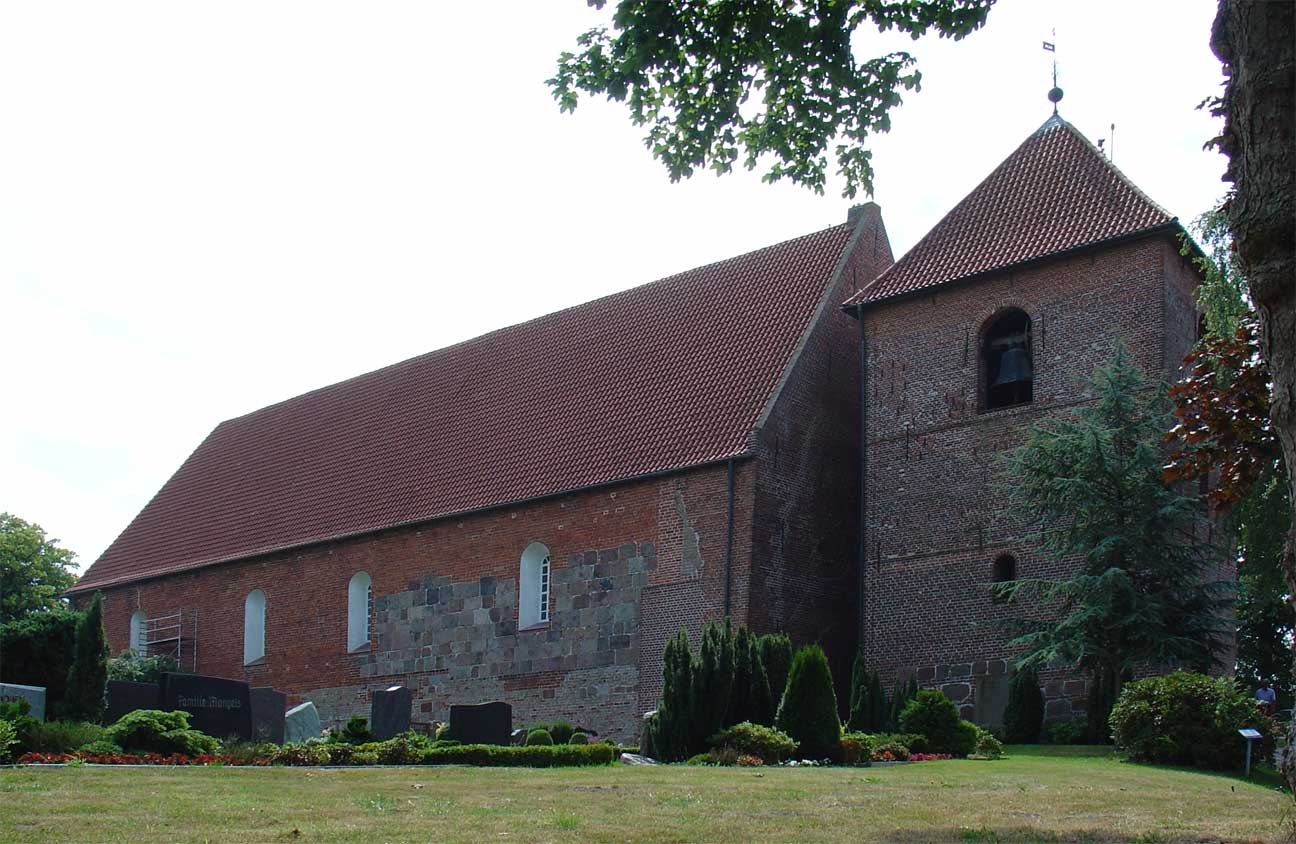
Nordseite der St.-Stephanus-Kirche

Die St.-Stephanus-Kirche ist eine evangelisch-lutherische Kirche in der Stadt Schortens im Landkreis Friesland. Das von 1153 bis 1168 auf einer künstlichen Warft gebaute Kirchengebäude ist die älteste sicher datierbare Steinkirche auf der ostfriesischen Halbinsel.

## Geschichte

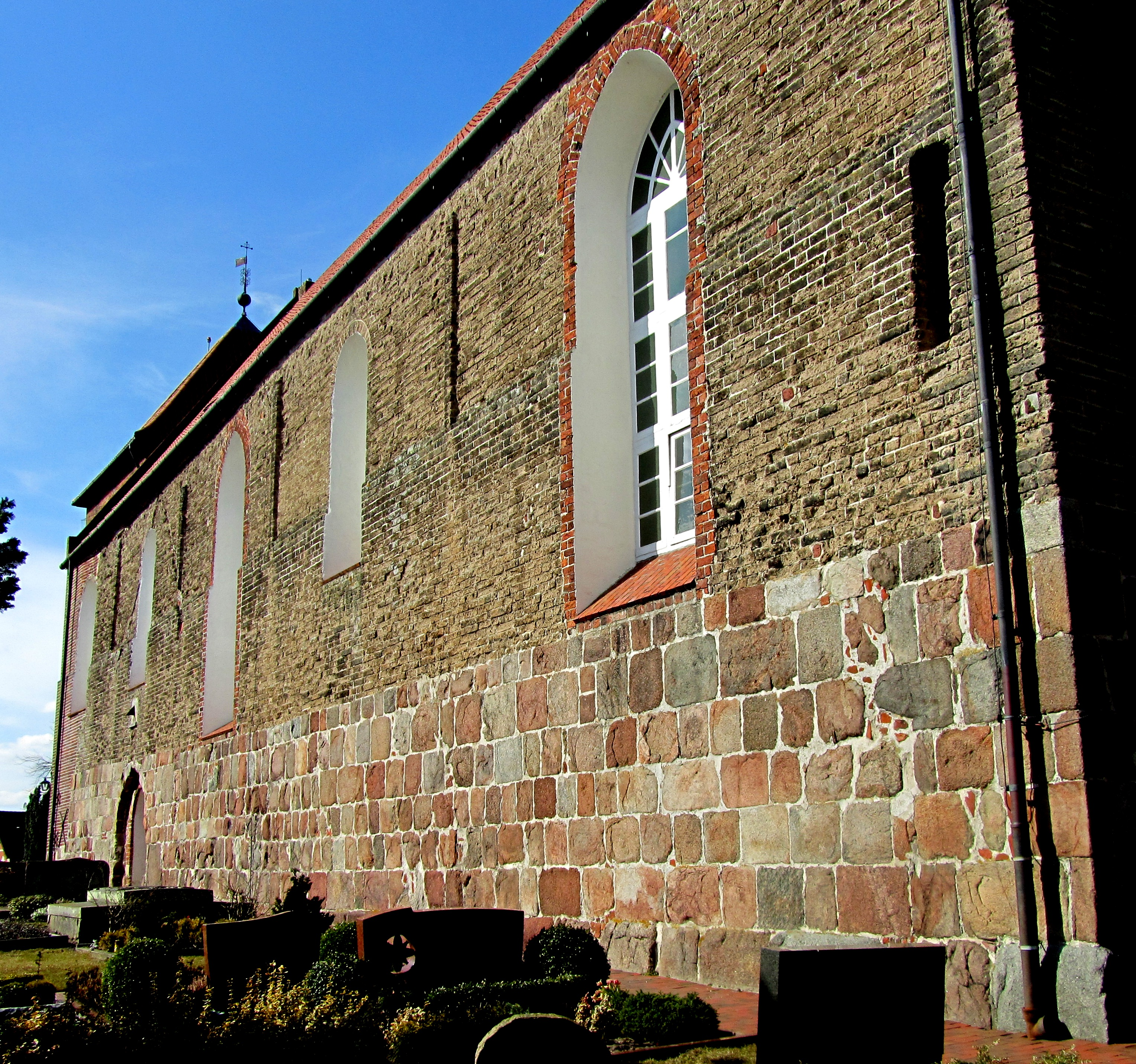
Südseite: Tuffstein auf dem Granitsockel

1153 gelobten die durch Rindermast und Handel wohlhabenden Oestringer Friesen vor einer Schlacht gegen ein sächsisches Heer, im Falle eines Sieges eine Kirche zu bauen „in de Ehre Sunte Steffan tho Schortense“. Diese erste, sicher datierbare Steinkirche auf der ostfriesischen Halbinsel hatte keinen hölzernen Vorgängerbau. Die Errichtung war wahrscheinlich um 1163 abgeschlossen, da die Oestringer im Jahr 1168 bereits Teile der Innenausstattung veräußerten und mit einem Bußgeld belegt wurden. Die St.-Stephanus-Kirche wurde aus – hier erstmals verwendeten – Granitquadern und aus Tuffstein erbaut, den die Händler aus der Eifel mitbrachten, wenn sie ihre Waren zu Schiff in Köln verkauft hatten. Geweiht wurde sie dem heiligen Stephanus, dem ersten christlichen Märtyrer, von dem Kloster Rastede Reliquien besaß.
1361 ließ der Häuptling Keno I. tom Brok im Verlaufe einer Fehde die Nordwand unterminieren, die daraufhin einstürzte. Außerdem wurde das Reetdach mit dem hölzernen Dachstuhl angezündet. In einer Chronik heißt es: „Anno 1361 was Schortenser Kerke gebrennt van Juncker Keno uth Brockmerland unnd sinenn volcke.“ Tom Brook hat sie aber nur angezündet, nicht verbrannt, denn die Südseite ist in der alten Gestalt aus Granit und Tuff weitgehend erhalten geblieben. Nach dem Einsturz im 14. Jahrhundert wurde die Nordwand in uneinheitlicher Weise mit Tuff, Granit, Sandstein und Backstein erneuert, das Rundbogenportal zugemauert und die zerstörte Apsis neu aufgemauert.
Der ursprüngliche an das Kirchenschiff angebaute Westturm erhielt im Jahr 1529 eine 30 Meter hohe Spitze.
Im Zuge der Reformation wechselt die Kirchengemeinde im Jahr 1538 zum evangelisch-lutherischen Bekenntnis.
Eine neue Orgel von „M. Jost Siborck“ ist für das Jahr 1640 nachgewiesen. Der Kirchturm wurde 1661 durch einen Blitzschlag schwer beschädigt und brach trotz Reparaturen im Jahr 1678 vollends zusammen. Beim Einsturz des Glockenturms wurden die alte Westmauer und die Orgel weitgehend zerstört. Die eingefallene Westwand wurde im Jahr 1680 zwei Meter weiter östlich neu aufgeführt, das Langschiff in diesem Zuge also etwas verkleinert. Weitgehend aus Backsteinen errichtete man in den Jahren 1709 bis 1728 auf dem alten Granitfundament einen neuen Kirchturm, der durch die versetzte Kirchenwand nun freistehend war.

## Architektur

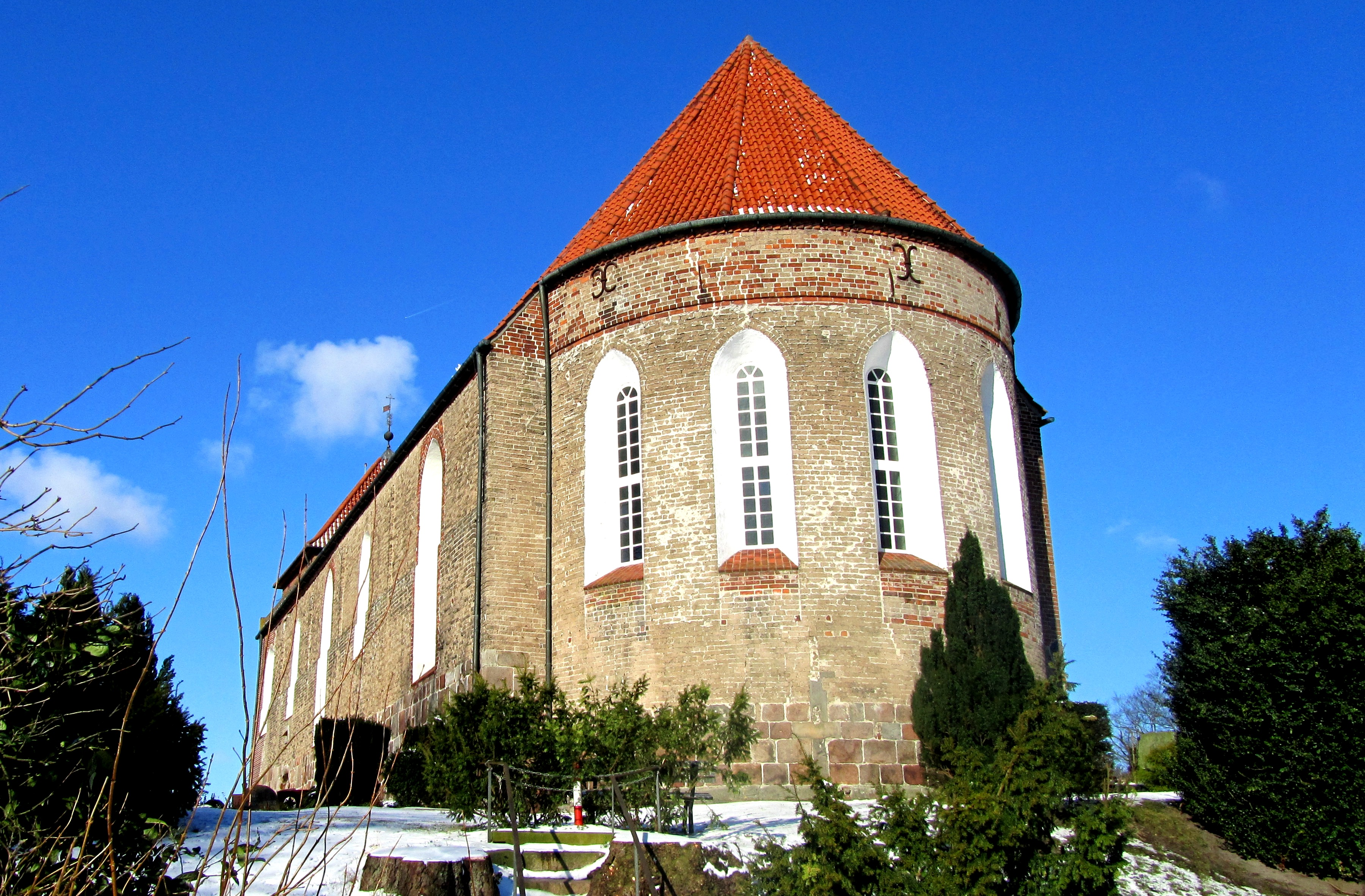
Chor der St.-Stephanuskirche

Die Tuffstein-Kirche ist ein Apsissaal aus ungegliedertem Schiff und Chorapsis. Sie steht auf einem 4,5 Meter hohen und 2 Meter breiten Granitfundament, das auf dem gewachsenen Sandboden errichtet und im Baufortschritt mit Sand, Lehm und Heideplaggen zu einer hohen Warft angeworfen wurde. Der zwei Meter aufgehende Sockel aus Granitquadern nimmt das untere Drittel des Mauerwerks ein. Das Gotteshaus ist 36 m lang, 14 m breit und 10 m hoch und wird von einem flachen Satteldach (1831) abgeschlossen.
Die rundbogigen Portale haben ihre ursprüngliche romanische Form bewahrt. Im Jahr 1361 erhielt die Nordwand vier statt der ursprünglichen fünf Fenster mit Rundbogen und wurde der nördliche Fraueneingang zugemauert. Hingegen ist die Südwand aus Granit und Tuff gut erhalten. Sie ist im oberen Bereich durch vier Lisenen im lombardischen Baustil in fünf unterschiedlich breite Felder gegliedert, bleibt im Mittelfeld und unteren Bereich aber ungegliedert. Ursprünglich war sie nach oben mit einem lombardischen Kreuzbogenfries abgeschlossen, worauf die erhaltenen Reste der Konsolen hinweisen. Die zweite und vierte der kleinen hochsitzenden romanischen Fenster ist im oberen Teil original erhalten, im unteren Teil wurden sie um die Hälfte vergrößert. Das erste wurde im Zuge des Wiederaufbaus der Westwand etwas verbreitert und das dritte und fünfte in der Gotik nach unten vergrößert und mit Spitzbögen in einer Einfassung aus Backstein versehen. Die Chorapsis weist statt der ursprünglichen drei seit der Erneuerung im Jahr 1361 fünf hohe Spitzbogenfenster auf und wird durch vier Sandsteinkreuze gegliedert.
Der freistehende, gedrungene Glockenturm im Westen gehört zum „geschlossenen Typ“. Der dreigeschossige Turm mit kleinen rundbogigen Schallarkaden wurde im Jahr 1817 wieder durch einen Blitzeinschlag zerstört. 1831 erhielt er sein heutiges Zeltdach, das 18 m erreicht, und einen Blitzableiter.

## Ausstattung

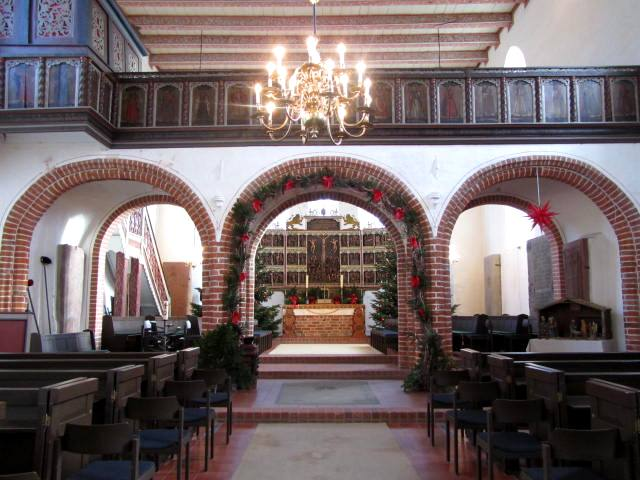
Lettner mit Durchblick in den Chorraum

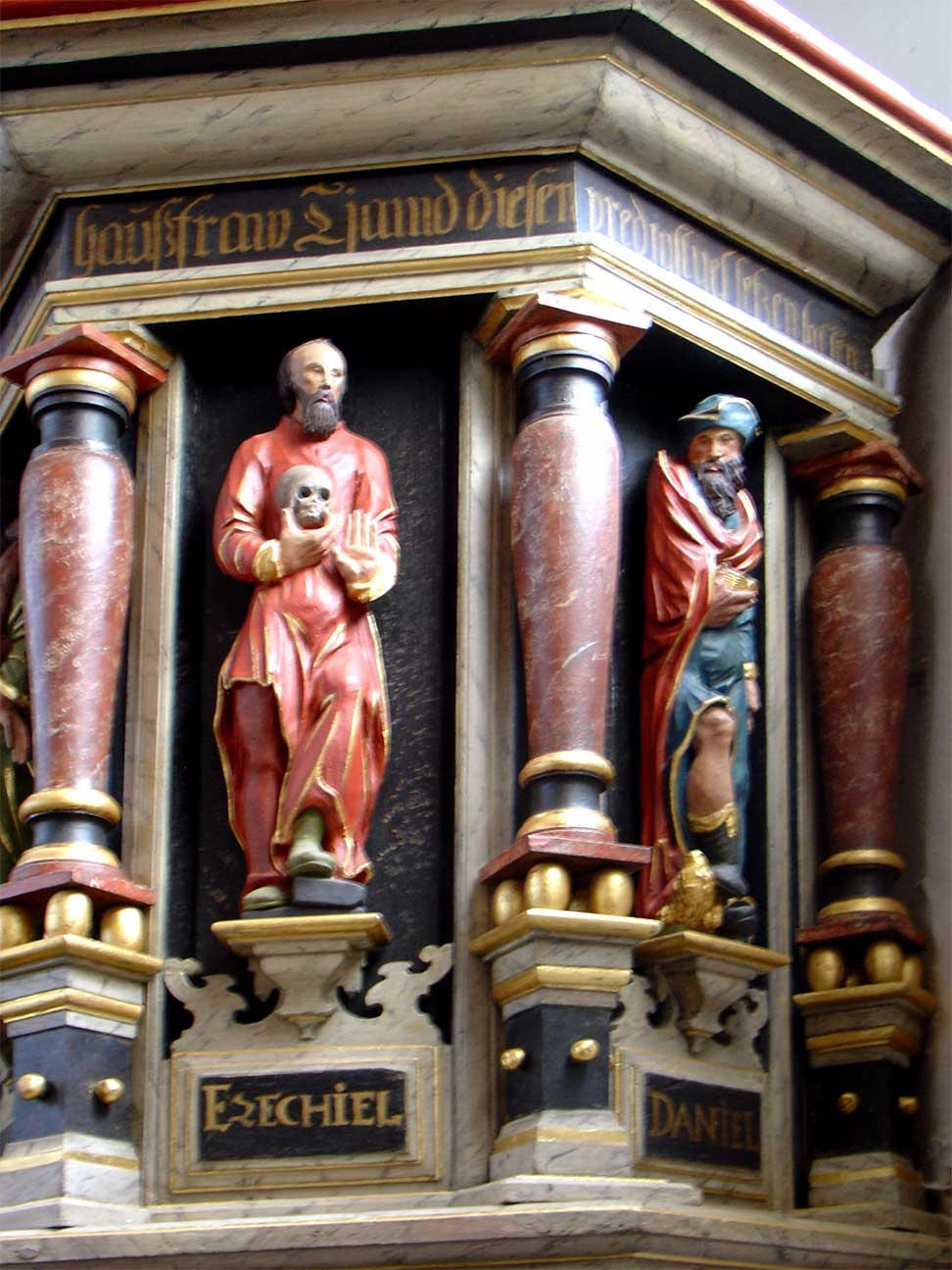
Detail des Kanzelkorbs

Der Einraumsaal ist flachgedeckt und wird von einer bemalten Holzbalkendecke (1740) abgeschlossen. Auch die Apsis ist heute flachgedeckt. Bögen in der Außenwand lassen vermuten, dass eine Wölbung vorhanden war.
Aus vorreformatorischer Zeit stammt der im 15. Jahrhundert erbaute, dreibogige Lettner aus Backstein. Die beiden äußeren Arkaden dienten zum Aufstellen von Seitenaltären, sodass die Kirche über mindestens vier Altäre verfügte, den Haupt- und drei Seitenaltäre. Die Altäre unter dem Lettner wurden im Jahr 1666 entfernt.
Ein Nebenaltar stand bis 1864 unbeachtet vor dem nördlichen Apsisvorsprung. Bei seinem Abriss fand man die Weiheurkunde von 1513. 1869 wurden die Rückwände der Seitenarkaden zur Hälfte und 1953 vollständig entfernt, wodurch der Blick vom Langhaus auf den Altarbereich freigegeben ist. 1730 stiftete der Hausmann (landbesitzender Bauer) und Kleihauer Gerd Gerdes testamentarisch eine hölzerne Lettnerbrüstung, die mit den Bildern der 16 Schriftpropheten ausgemalt wurde. Den privaten Kirchenstuhl, den 1705 die Erben des E. Alrichs auf der Nordseite des Lettners errichten ließen, schmücken Darstellungen Jesu, Jesajas und Davids.
Während die mittelalterlichen Altäre aus einem Stück gearbeitet sein mussten, ist die Mensa in Schortens aus Backstein gemauert und wird oben von einer Lehmplatte abgeschlossen, in der die Weihekreuze erhalten sind.
Die barocke Kanzel mit Laufgang und Treppenaufgang datiert von 1642 und wurde von dem Bauern Wichterich Gerelß und seiner Frau Tiamd gestiftet, die Ausführung wird Onno Dircksen, der aus der Werkstatt von Ludwig Münstermann hervorgegangen war, zugeschrieben. Über der Kanzel ist ein sechseckiger Schalldeckel mit bekrönendem Schnitzwerk angebracht. Vor den Feldern des Kanzelkorbs sind zwischen Säulen die biblischen Figuren der vier Großen Propheten Jesaja, Jeremia, Ezechiel und Daniel angebracht.
Die Orgelempore im Westen aus dem ausgehenden 17. Jahrhundert ist mit 16 Gemälden versehen. Christus wird zentral als Salvator dargestellt und von den zwölf Aposteln flankiert. Ganz rechts stehen die Evangelisten Markus und Lukas, an dritter Stelle von rechts Matthias als Ersatz für Judas Iskariot, ganz links ist Paulus ergänzt, auch der Kirchenpatron Stephanus ist vertreten. Unter den Bildern sind die Namen der lokalen Bauerngeschlechter in Medaillons verewigt, die die Bemalung gestiftet haben. Die beiden Kronleuchter datieren von 1794 und 1795 und wurden von Elisabeth Graalmann geb. Hajen gestiftet. Hans Wilhelm Grahlmann stiftete 1985 die Kronleuchter über der Orgelempore und die Wandleuchten.
Im Jugendstil ist der hölzerne Taufstein aus dem Jahr 1917 von Rudolf Michaelsen nach einem Entwurf von Bernhard Winter (beide aus Oldenburg) geschnitzt. Auf den fünf Schauflächen ist je ein Medaillon angebracht, davon zwei mit Inschriften, auf den anderen drei sind Martin Luther, Johannes der Täufer und Jesus mit einem Kind dargestellt. Sie werden von Motiven der landschaftlichen und bäuerlichen Kultur sowie aus der lokalen Flora und Fauna umgeben. Drei Grabplatten stammen aus der Mitte des 12. Jahrhunderts sowie von 1583 und 1650.

### Passionsaltar

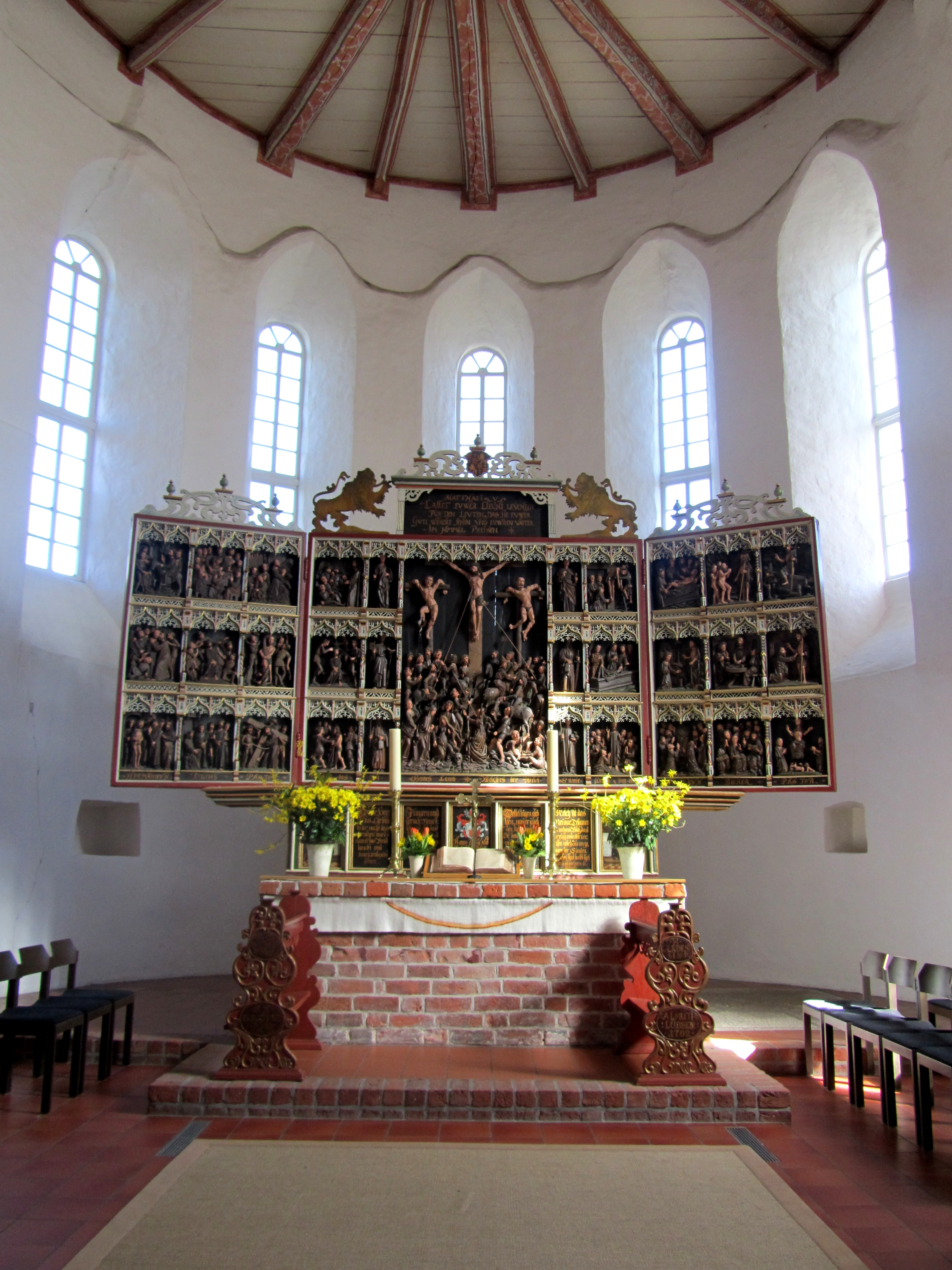
Schnitzaltar (vor 1510)

Wertvollster Einrichtungsgegenstand ist der 564 cm breite und 210 cm hohe spätgotische Flügelaltar. Das spätgotische Passionsretabel wurde spätestens 1510 aus Eichenholz wahrscheinlich in Bremen von einem unbekannten Meister geschnitzt. Eine dendrochronologische Untersuchung ergab, dass die Bäume zwischen 1499 und 1509 im Bereich der niedersächsischen Küste geschlagen wurden. Auf dem großen Mittelfeld ist die Kreuzigungsszene zu sehen, die von sechs Feldern mit Heiligen flankiert wird (Barbara, Johannes, Petrus, Paulus, Jakobus der Ältere und Stephanus). Eine große Volksmenge nimmt die untere Bildhälfte ein. Am Rand des Mittelfeldes und auf den Seitenflügeln finden sich auf drei Ebenen insgesamt 24 Szenen aus den Evangelien. Sie sind jeweils unter einem doppelten Kielbogen, der mit Maßwerk verziert ist, angebracht. Dargestellt wird die Leidensgeschichte Christi. Die neun Felder der linken Seite zeigen Darstellungen vom Einzug in Jerusalem über Gefangennahme und Geißelung bis zur Entkleidung vor der Kreuzigung. Auf den neun Feldern der rechten Tafel wird der Bogen von der Auferstehung über Himmelfahrt und Pfingsten bis zum Jüngsten Gericht gespannt. Als Vorlage dienten 24 Kupferstiche von Israhel van Meckenem dem Jüngeren (nach Nöldeke vor 1479).
Um 1666 wurde das Retabel im lutherischen Sinne überarbeitet. Dem barocken Zeitgeschmack entsprechend erhielt die Rückwand eine blauschwarze, die Reliefs und die gotischen Verzierungen eine weiße Fassung. Die Predella mit ihren Abendmahlsszenen und den Schriftfeldern mit den Einsetzungsworten wurde völlig neu gestaltet. Zum gleichen Umbauprojekt gehören auch alle bekrönenden Elemente: die von zwei Löwen gehaltene Inschrifttafel (Mt 5,16 ), das Wappen des stiftenden Landesherrn Graf Anton Günther von Oldenburg und die ornamentale Bemalung der Rückseiten an.
Von November 2000 bis Ostern 2001 erfolgte eine aufwändige Restaurierung, bei der auch einige fehlende Figurenteile ergänzt wurden. Nachdem die Figuren des Retabels 1898 und 1933 abgebeizt worden waren, konnte die ursprüngliche farbliche Fassung nicht mehr vollständig rekonstruiert werden. Stattdessen wurde die Fassung von 1666 zum Ausgangspunkt der Renovierung genommen. Ursprünglich waren die einzelnen Figuren mit bunten farblichen Kontrasten und die Hintergründe der Szenen in Polimentvergoldung gestaltet.
Die Kniebänke wurden 1702 vor den Altar gesetzt.

### Orgel

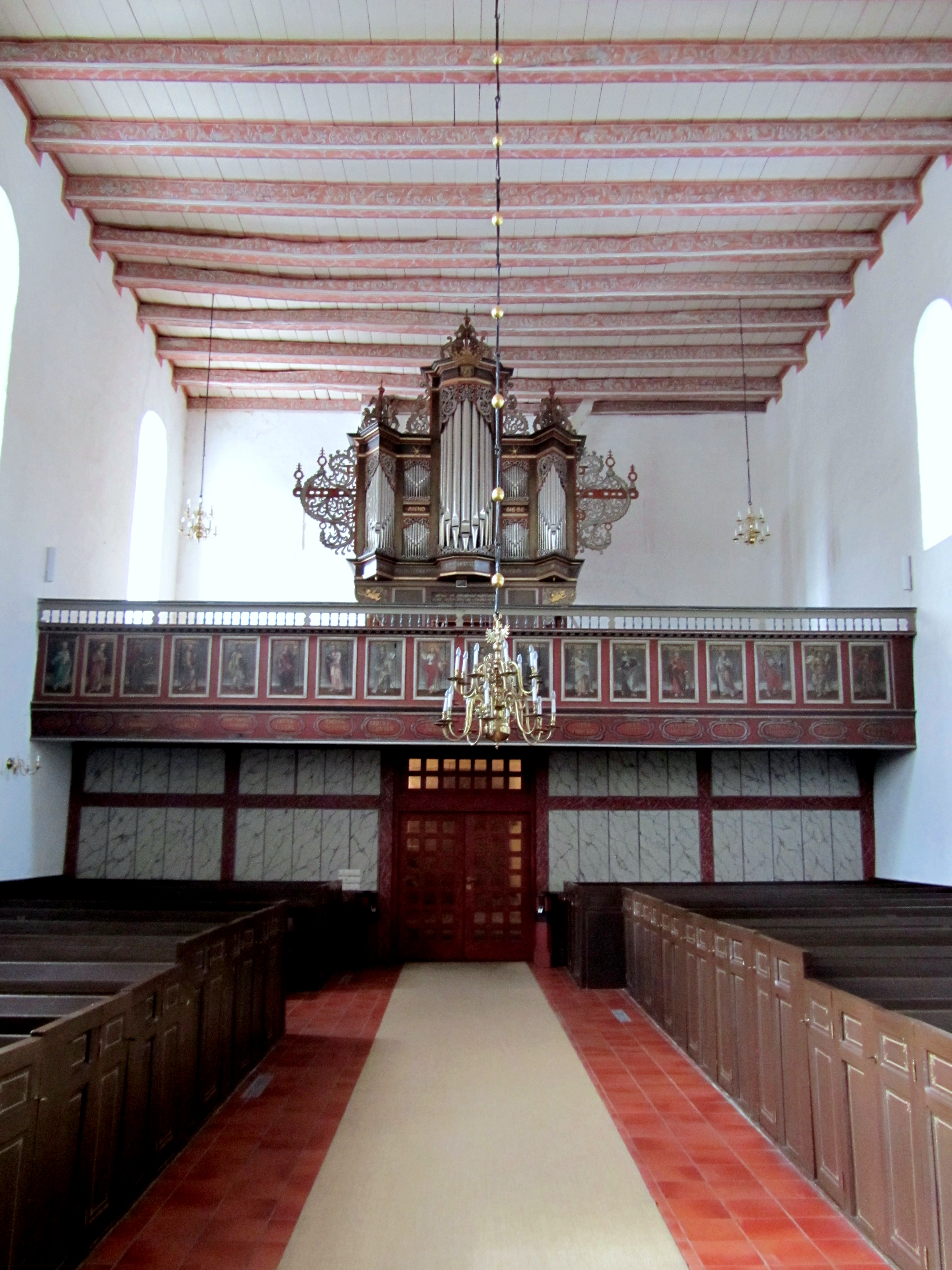
Joachim-Kayser-Orgel von 1686

Joachim Kayser schuf im Jahr 1686 die heutige Orgel, für die er die Bälge und nicht zerstörtes Pfeifenwerk des Vorgängerinstruments von Jost Sieburg (1640) wiederverwendete. Aufgrund der großen Ähnlichkeit mit der Orgel der Westerhuser Kirche liegt es nahe, dass Kayser den Sieburg-Prospekt nachbaute. Ursprünglich verfügte dieses Werk über sieben Register auf einem Manual. Gerhard Janssen Schmid fügte 1799 ein Register auf einer vakanten Schleiflade hinzu. Im Jahr 1886 ergänzte Johann Martin Schmid ein selbstständiges Pedal und tauschte einige Register aus, 1923 ergänzte er ein Register auf einer Kegellade. Alfred Führer ergänzte 1937 ein pneumatisch angesteuertes zweites Manual. Dieselbe Firma restaurierte 1975 das Instrument und baute das Oberwerk neu. Der mit reichem Schleierwerk verzierte Prospekt ist fünfachsig mit überhöhtem polygonalen Mittelturm und zwei seitlichen Spitztürmen. Dazwischen befinden sich zweigeschossige Flachfelder. Von Kayser sind das Gehäuse und vier Register erhalten. Die Orgel weist folgende Disposition auf:
| I Hauptwerk C–f3 |       |   |
| Principal        | 8′    | K |
| Gedackt          | 8′    | K |
| Oktave           | 4′    | K |
| Rohrflöte        | 4′    | F |
| Nasat            | 2 ⁄3′ | F |
| Oktave           | 2′    | K |
| Mixtur IV        | 1 ⁄3′ | F |
| Trompete B/D     | 8′    | F |

| II Oberwerk C–f3 |       |   |
| Rohrflöte        | 8′    | F |
| Principal        | 4′    | F |
| Blockflöte       | 4′    | F |
| Waldflöte        | 2′    | F |
| Quinte           | 1 ⁄3′ | F |
| Scharff III      | 2⁄3′  | F |
| Tremulant        |       | F |

| Pedal C–d1 |     |   |
| Subbass    | 16′ | S |
| Principal  | 8′  | F |
| Oktave     | 4′  | F |
| Nachthorn  | 2′  | F |
| Posaune    | 16′ | F |

K = Kayser (1686), unter Verwendung älteren Materials von Sieburg (1640)
S = Schmid III (1886)
F = Führer (1937/1975)
- Koppeln: II/I, I/P, II/P
- 2 Zimbelsterne